# Stefan Derkowski
Stefan Derkowski (ur. 20 sierpnia 1899 w Łodzi, zm. 25 kwietnia 1964 tamże) – polski architekt, tworzący w Łodzi.
Syn zasłużonego łódzkiego mistrza murarskiego Konstantego Derkowskiego i Magdaleny z Bujakiewiczów.

## Studia i praca
Architekturę studiował w latach 1921–1930 na Politechnice Warszawskiej.
W Łodzi pracował od 1932 jako szef budownictwa Dowództwa IV Okręgu Korpusu Wojska Polskiego. W 1937 był wiceprezesem oddziału łódzkiego Stowarzyszenia Architektów Rzeczypospolitej Polskiej.
Po 1945 wykładał architekturę w Państwowej Wyższej Szkole Sztuk Plastycznych w Łodzi (obecnie Akademia Sztuk Pięknych w Łodzi), tam był w latach 1949–1952 dziekanem Wydziału Architektury Wnętrz. Wykładał następnie na Politechnice Łódzkiej oraz pracował w biurze architektonicznym.

## Dorobek twórczy w Łodzi
- W 1933 projektował zespół obiektów sportowych dla wojska, w tym wielką halę sportową obok parku ks. J. Poniatowskiego. Budowę hali sportowej rozpoczęto 3 września 1934, a ukończono 15 czerwca 1937. Jej budowa kosztowała 306 000 zł. Po wojnie to hala zdjęciowa Wytwórni Filmów Fabularnych w Łodzi.  Obecnie to hala Opus Film i Telewizji Toya.
- Projektował kamienicę przy ul. Gdańskiej 116, narożną o uskokowo zakomponowanym narożniku z lat 1936–1937 łącząca ekspresjonizm z powstającym „Stylem 1937 r.”